# ببر ترینیل
ببر ترینیل (به انگلیسی:Panthera tigris trinilensis) یک زیرگونه منقرض شده ببر است که حدود ۱٫۲ میلیون سال پیش می‌زیسته و در ترینیل، جاوه و اندونزی یافت می‌شده است. بقایای فسیلی اکنون در مجموعه دوبوا موزه ملی تاریخ طبیعی در لیدن هلند نگهداری می‌شود. اگرچه این فسیل‌ها در جاوه یافت شده‌اند، اما ببر ترینیل احتمالاً نیای مستقیم ببر جاوه نیست، به این دلیل که ببر ترینیل احتمالاً ۵۰۰۰۰ سال پیش منقرض شده است. ببر بالی نیز به دلیل اختلاف زمانی با ببر ترینیل، ارتباط نزدیکی نداشت.
این جانور در اندونزی، به ویژه در جاوه و ترینیل زندگی می‌کرده است، و به گفته برخی جانورشناسان، می‌تواند جد همه زیرگونه‌های شناخته شده ببر در اندونزی باشد. شاید حتی آسیای شرقی، مرکز پیدایش پلنگیان بود. قدیمی‌ترین فسیل ببرهای کشف شده مربوط به دوران پلیستوسن اولیه جاوه است که نشان می‌دهد که حدود دو میلیون سال پیش، ببرها قبلاً در شرق آسیا بسیار زیاد بودند. با این حال، تغییرات آب و هوایی یخبندان و بین یخبندان و سایر رویدادهای زمین‌شناسی ممکن است باعث تغییرات مکرر جغرافیایی در منطقه شده باشد.

## طبقه‌بندی
تحقیقات زیادی انجام شده است اما اطلاعات زیادی در مورد این زیرگونه وجود ندارد. دانشمندان فسیلی را کشف کردند که گمان می‌رود متعلق به ببر ترینیل باشد. با این حال، شک و تردیدهایی وجود داشت که فسیل ممکن است متعلق به ببر ترینیل باشد، زیرا بیش از حد بزرگ بود که به آن تعلق داشت. اما اکنون تصور می‌شود که ممکن است کمی کوچکتر از ببرهای بنگال و شبیه به اندازه ببر هندوچین باشد. رقابت غذایی در میان گوشتخواران بزرگ انگیزه اصلی برای افزایش وزن بدن است، به طوری که وزن این زیرگونه پلیستوسن اندکی کمتر از ببرهای بنگال امروزی بود و حدود ۱۱۰ تا ۱۵۰ کیلوگرم (۲۴۰ تا ۳۳۰ پوند) وزن داشت.